# R-7 Semiorka

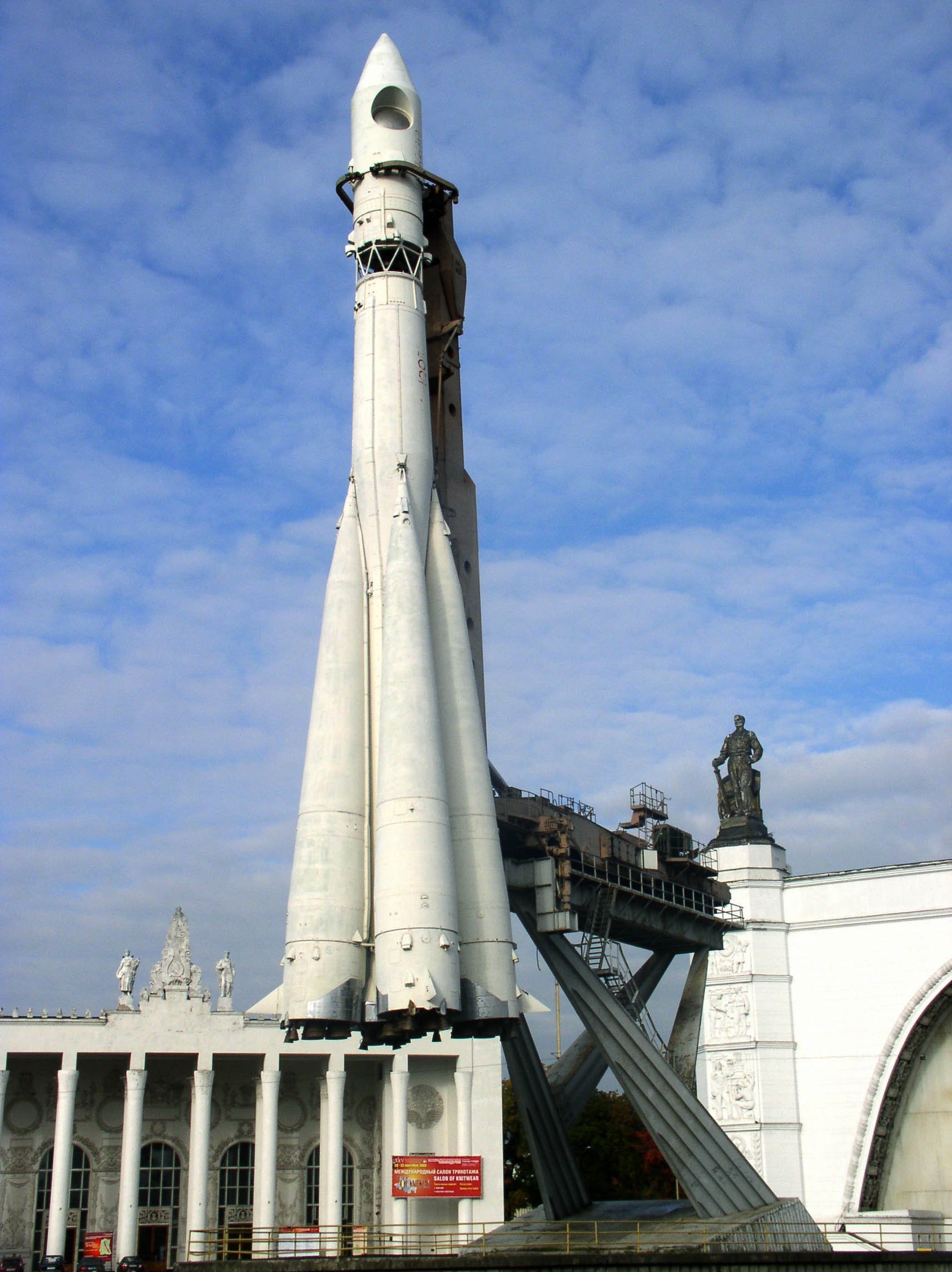
R-7 8K72 Vostok exhibit al Centre Panrús d'Exposicions.

L'R-7 Semiorka (rus: Р-7 "Семёрка") fou el primer míssil balístic intercontinental (MBI) que fou desplegat per la Unió Soviètica durant la Guerra Freda del 1959 al 1968. A l'occident és conegut per la designació de l'OTAN com SS-6 Sapwood i pels soviètics com 8K71. En la seva forma modificada s'utilitzà per llançar l'Spútnik, el primer satèl·lit artificial, en òrbita, i és la base per la família de llançadors que inclou el Soiuz, Mólnia, Vostok i Voskhod.
Un altre sobrenom per aquest coet és semiorka, que significa simplement "el setè" en rus.

## Descripció
L'R-7 té una longitud de 34 m, 3 m de diàmetre i un pes de 280 t, té dos trams (tècnicament un tram i mig) impulsat per motors de coet alimentats amb oxigen líquid (LOX) i querosè i amb una capacitat de transportar una càrrega de 5 t a una distància de 8.800 km, amb un possible error circular de 5 km. Té un cap nuclear simple amb un rendiment nominal de 3 megatones. En enlairar-se és propulsat per quatre impulsors de combustible líquid col·locats al voltant del cos del primer tram. Cadascun dels impulsors compta amb quatre motors principals més dos impulsors vernier (petits motors de coet pel control de trajectòria), mentre que el cos central està dotat de quatre motors. El sistema de control de vol és una combinació de sistema inercial i radiocontrol dels impulsors vernier.

## Desenvolupament

Família R-7.

El treball de disseny fou iniciat per l'OKB-1 a Kaliningrad (conegut després com a Corporació Espacial Energia) i altres divisions el 1953 amb el requisit d'un míssil de dos trams de 170 t amb un abast de 8.000 km capaç de transportar un cap de 3 t. El disseny s'inicià al febrer del 1953 i culminà al maig del 1954. El primer llançament de prova del nou míssil, amb el codi 8K71 es realitzà el 15 de maig del 1957 des del cosmòdrom de Baikonur. A causa d'una fallada en el propulsor D als 98 s de vol, el coet es destruí i les seves restes caigueren a 400 km del lloc de llançament. El 12 de juliol fou realitzat un segon llançament, que acabà en fracàs a causa del fet que un curtcircuit activà el sistema de separació dels propulsors als 33 s de vol. El tercer llançament, realitzat el 21 d'agost, fou un èxit, assolint un rang de 6.000 km fins a la península de Kamtxatka. El 26 d'agost l'agència de notícies TASS anuncià el llançament d'un "míssil balístic de diversos trams de súper llarg abast... fa uns dies." 
Una versió modificada d'aquest míssil posà en òrbita l'Spútnik 1 el 4 d'octubre d'aquell any i l'Spútnik 2 el 3 de novembre següent.
Després de moltes proves, es realitzaren diverses modificacions que no foren completades fins al desembre del 1959. El desenvolupament donà com a resultat el 8K74 amb un nou sistema de navegació i motors més potents que permetien un abast de 12.000 km amb una càrrega útil de 5.370 kg. El cap nuclear fou provat a Nova Terra a l'octubre de 1957 i a mitjans del 1958, amb un rendiment estimat de 2,9 megatones de TNT.
El 8K71 i el 8K74 foren fabricats amb les designacions R-7 i R-7A. Els míssils foren desplegats de manera operativa el 1962 i es mantingueren en servei fins al 1968. Però sobretot foren utilitzats per la investigació espacial, car d'ells es derivaren els llançadors Vostok, Voskhod i Soiuz.

## Història operativa
El primer míssil estratègic fou declarat operacional el 9 de febrer del 1959 al lloc de llançament de Plessetsk. El 15 de desembre del 1959 es provà el míssil R-7 per primera vegada en la seva versió militar. L'R-7 és considerat un fracàs com sistema d'arma, car només es mantingueren sis coets de manera operativa en tot moment, quatre a Plesetsk i dos a Baikonur al Kazakhstan. El cost del sistema era molt elevat, a causa de la dificultat de construcció i el manteniment dels llocs de llançament ubicats en àrees tan remotes. En aquest punt, representaven el 5% del pressupost militar de la Unió Soviètica.
No només el seu alt costo i difícil manteniment debilitaven el sistema. A partir dels sobrevols de l'avió espia U-2, els complexos de llançament del R-7 podien ser descoberts, per la qual cosa eren vulnerables en cas d'una guerra nuclear. A més, el R-7 necessitava vint hores de preparació per un llançament i no podia passar més d'un dia en estat d'alerta a causa del seu sistema de combustible criogènic. Com les forces soviètiques gairebé mai no estaven en alerta, els míssils podien ser destruïts en cas d'un atac aeri per sorpresa.

## Dades tècniques

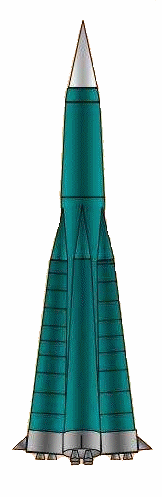
R-7/SS6 Sapwood.

### Tram 0
- Disposició: 4 x R-7 8K71-0
- Massa total: 43.100 kg
- Massa buit: 3.500 kg
- Empenyiment: 971 kN
- Isp: 306 s
- Temps de combustió: 120 s
- Diàmetre: 2,68 m
- Envergadura: 2,68 m
- Longitud: 19 m
- Propel·lent: LOX/querosè
- Motor principal: 1 x RD-107-8D74
- Vernier: 2 x S1.35800 (30 kN)

### Tram 1
- Disposició: 1 x R-7 8K71-1
- Massa total: 95.300 kg
- Massa buit: 7.500 kg
- Empenyiment: 912 kN
- Isp: 308 s
- Temps de combustió: 330 s
- Diàmetre: 2,99 m
- Envergadura: 2,99 m
- Longitud: 28 m
- Propel·lent: LOX/querosè
- No. de motors: 1 x RD-108-8D75
- Vernier: 4 x S1.35800 (30 kN)

## Família de coets basats en l'R-7

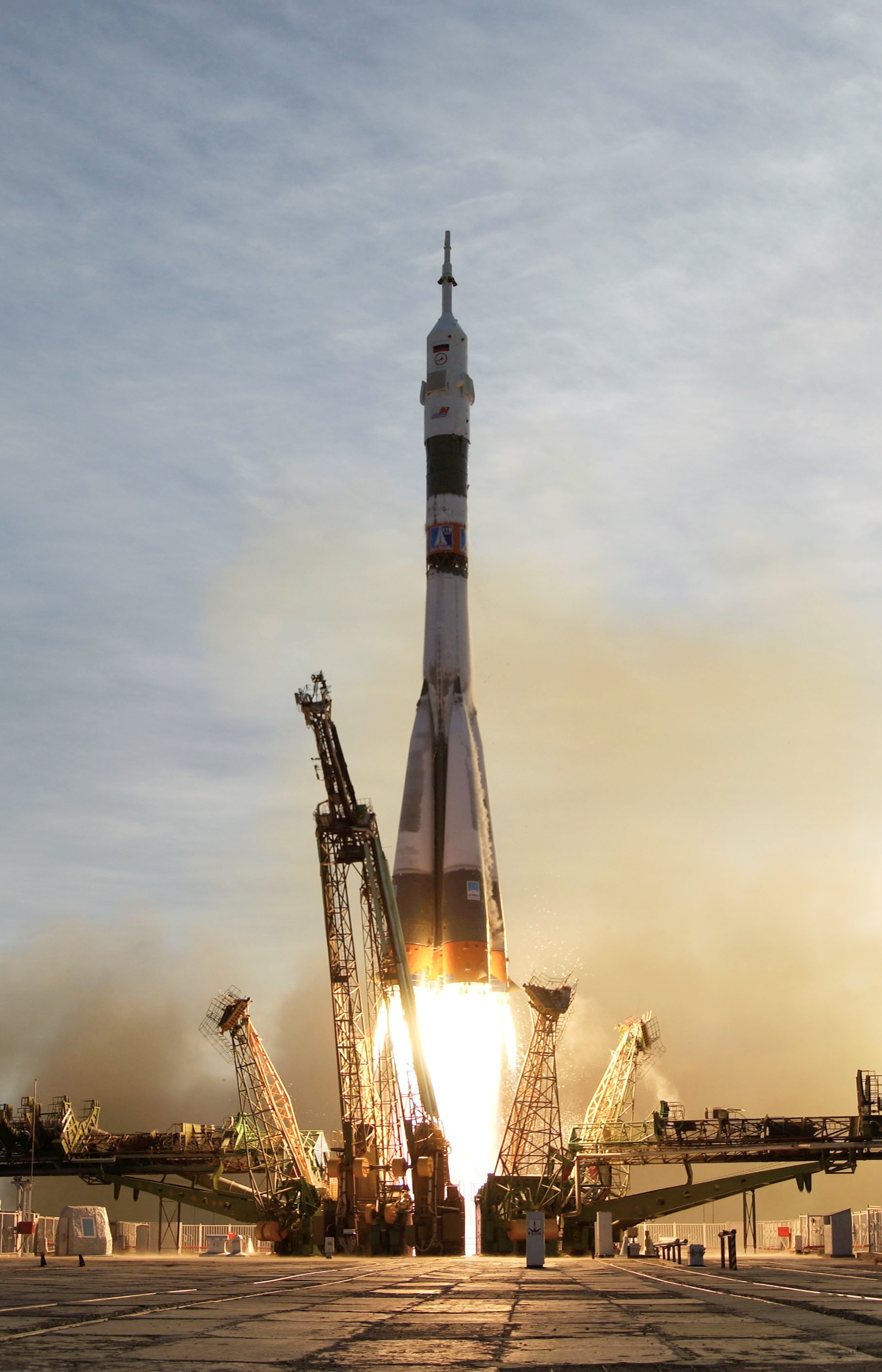
Llançament de coet Soiuz-FG.

| Vehicle llançador      | Codi     | Trams | Alçada (m) | Diàmetre base (m) | Pes (t) |
| ---------------------- | -------- | ----- | ---------- | ----------------- | ------- |
| Spútnik                | 8К71PS   | 2     | 29,167     | 10,3              | 267     |
| Spútnik 3              | 8А91     | 2     | 31         | 10,3              | 269,3   |
| Vostok                 | 8К72К    | 3     | 38,246     | 10,3              | 287     |
| Vostok-2               | 8А92     | 3     | 38,246     | 10,3              | 287     |
| Vostok-2М              | 8А92М    | 3     | 38,246     | 10,3              | 287     |
| Voskhod                | 11К57    | 3     | 44,628     | 10,3              | 298,4   |
| Lunik                  | 8К72     | 3     | 33,5       | 10,3              | 279     |
| Molnia                 | 8К78     | 4     | 43,44      | 10,3              | 305     |
| Molnia-М               | 8К78М    | 4     | 43,44      | 10,3              | 305     |
| Polet                  | 11К59    | 2     | 30         | 10,3              | 277     |
| Soiuz                  | 11А511   | 3     | 50,67      | 10,3              | 308     |
| Soiuz 2 (Soiuz ST/2.1) | 14А14    | 3     | 50,67      | 10,3              | 311     |
| Soiuz 2 + Ikar         | 14А14    | 3     | 45,783     | 10,3              | 311     |
| Soiuz 2 + Fregat       | 14А14    | 4     | 45,783     | 10,3              | 311     |
| Soiuz-L                | 11А511L  | 3     | 44         | 10,3              | 305     |
| Soiuz-M                | 11А511М  | 3     | 50,67      | 10,3              | 310     |
| Soiuz-U                | 11А511U  | 3     | 51,1       | 10,3              | 313     |
| Soiuz-U                | 11А511U  | 4     | 47,285     | 10,3              | 308     |
| Soiuz-U + Fregat       | 11А511U  | 4     | 46,645     | 10,3              | 308     |
| Soiuz-U                | 11А511U2 | 3     | 51,1       | 10,3              | 313     |
| Soiuz-FG               | 11А511FG | 3     | 49,476     | 10,3              | 305     |
| Soiuz-FG + Fregat      | 11А511FG | 4     | 42,463     | 10,3              | 305     |